# 国立病院機構敦賀医療センター
独立行政法人国立病院機構敦賀医療センター（どくりつぎょうせいほうじんこくりつびょういんきこうつるがいりょうセンター）は、福井県敦賀市にある独立行政法人国立病院機構の病院である。場所が旧国立療養所敦賀病院と同じであり、市内には市立敦賀病院もあることから、利用者からは単に「国立」と言われることが多い。政策医療分野におけるがん、呼吸器疾患（結核を含む）、血液・造血器疾患、重症心身障害を取り扱う医療施設であり、地域がん診療連携拠点病院、エイズ治療拠点病院の指定を受ける。
2006年（平成18年）9月より、福井県嶺南地域としては初めて日本リウマチ学会教育施設に認定された。（財）日本リウマチ財団の「災害時リウマチ患者支援事業」における「支援協力医療機関」であり、福井県内で7医療機関（2009年12月1日現在）が「支援協力医療機関」として登録されており、福井県の幹事機関になっている。

## 設立の経緯
2003年7月1日、厚生労働省の国立病院再編成計画により、旧国立療養所敦賀病院と若狭町の旧国立療養所福井病院（現レイクヒルズ美方病院）が統合して国立福井病院として発足した。「がん、呼吸器疾患（結核含む）、重症心身障害（重心）、血液・造血器疾患」の政策医療の柱としている。重症心身障害医療に関しては、国立療養所福井病院で特に力を入れていた点である。
2004年4月1日、他の国立病院と同様に「国立病院機構福井病院」に移行した。

## 沿革
- 2003年（平成15年）7月1日 - 旧国立療養所敦賀病院と旧国立療養所福井病院の統合により国立福井病院発足。
- 2004年（平成16年）4月1日 - 独立行政法人国立病院機構発足に伴い、独立行政法人国立病院機構福井病院に改称。
- 2015年（平成27年）4月1日 - 独立行政法人国立病院機構敦賀医療センターに改称。

## 診療科
- 内科
- 精神科（こころの科）
- 神経内科
- 呼吸器科
- 消化器科
- 循環器科
- 小児科
- 外科
- 整形外科
- リウマチ科
- 脳神経外科
- 呼吸器外科
- 泌尿器科
- 婦人科
- 眼科
- 耳鼻咽喉科
- リハビリテーション科
- 放射線科
- 歯科（入院患者対象）
- 麻酔科

## 医療機関指定
出典
| 身体障害者福祉法（更正医療…整形外科）              | 児童福祉法（療育医療）                 |
| 原子爆弾被爆者に対する援護に関する法律（一般疾病） | 労働者災害補償保険法                   |
| 戦傷病者特別援護法附則第6項に基づく療養の給付      | 感染症予防法                           |
| 精神保健福祉法（委託契約分）                       | 特定疾患治療研究事業                   |
| 全国健康保険協会(協会けんぽ)生活習慣病予防検診事業 | 胃がん・肺がん・乳がん個別精密検査事業 |
| 敦賀市後期高齢者健康審査事業                       |                                        |

## 近隣の医療機関
- 市立敦賀病院（敦賀市）
- 福井県立病院（福井市）
- 福井大学医学部付属病院（永平寺町）
- 国立病院機構あわら病院（あわら市）
- レイクヒルズ美方病院（若狭町）
- 杉田玄白記念公立小浜病院（小浜市）
- 長浜市立湖北病院（長浜市）

## アクセス
公共交通機関
- 北陸新幹線・北陸本線・小浜線・ハピラインふくい線 敦賀駅
  - 福鉄バスまたは敦賀市コミュニティバスで「国立病院」停留所下車。
- 小浜線 粟野駅
  - 同駅より徒歩約20分（福井県道143号松原粟野停車場線経由）。

自動車
- 北陸自動車道
  - 敦賀IC下車。同ICより約15分（約7.5 km）。
- 舞鶴若狭自動車道
  - 敦賀南スマートIC（ETC搭載車専用）下車。同ICより約10分（約5 km）。
- 国道8号敦賀バイパス
  - 岡山町1丁目交差点より国道27号金山バイパスを経由し、約10分（約4.5 km）。
- 国道8号（市街地区間）
  - 白銀交差点より福井県道225号敦賀美浜線を経由し、約15分（約5 km）。